# Aldo Mongiano
Aldo Mongiano (ur. 1 listopada 1919 w Pontestura, zm. 15 kwietnia 2020 w Moncalvo) – włoski duchowny rzymskokatolicki posługujący w Brazylii, w latach 1975–1979 prałat terytorialny i 1979–1996 biskup diecezjalny Roraima.

## Życiorys
Święcenia kapłańskie przyjął 3 czerwca 1943. 14 maja 1975 został prekonizowany prałatem terytorialnym Roraima ze stolicą tytularną Nasai. Sakrę biskupią otrzymał 5 października 1975. 26 maja 1978 zrzekł się biskupstwa tytularnego. 4 grudnia 1979 został mianowany biskupem diecezjalnym. 26 czerwca 1996 przeszedł na emeryturę.